# Методи оцінки якості сировини для брикетування та брикетів
Методи оцінки якості сировини для брикетування та брикетів

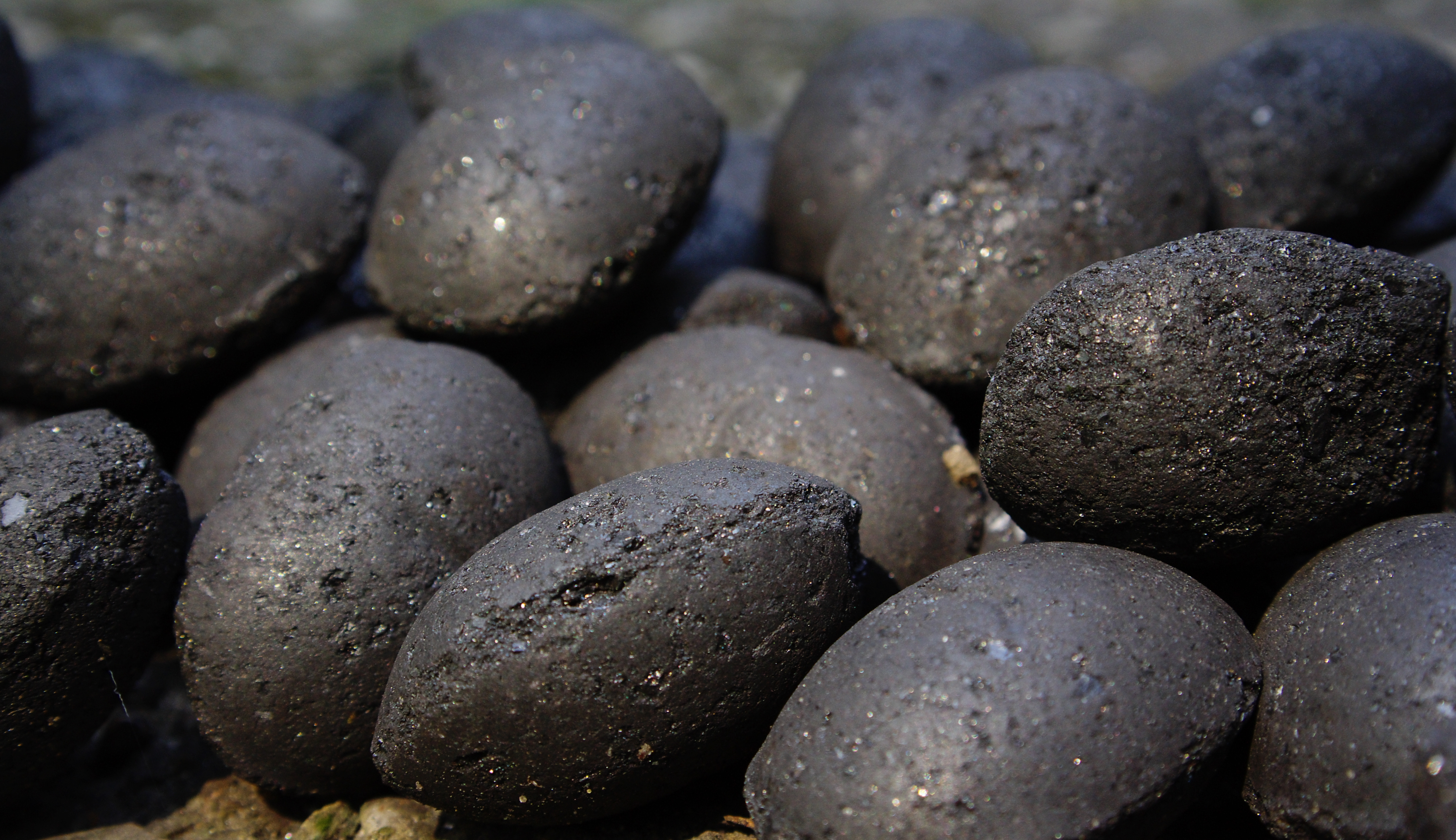
Вугільні брикети

Якість вугілля оцінюють за його зольністю і вологістю. Для всіх зразків вугілля, що брикетується, відповідно до вимог Держстандарту, виконується ситовий аналіз. Методи оцінки органічних полімерних сполук як зв’язуючих вуглебрикетного виробництва зводяться до визначення температури розм'якшення, пенетрації, дуктильності, іноді вологості.
- Температура розм'якшення зв’язуючого визначається за методом «Кільце і Куля», іноді «Кільце і Стержень». Сутність цього методу полягає в тому, що спеціальні кільця заливають зв’язуючою речовиною. Поруч поміщають термометр, у якого нижня частина ртутного балона перебуває на одному рівні з нижньою площиною зв’язуючого, залитого в кільця. У центр кожного кільця кладуть сталеву кульку. Опускають підвіску з кільцями в склянку з рідиною (вода або гліцерин). Рідину нагрівають зі швидкістю 5°С у 1 хв. Показання термометра в момент, коли кулька торкнеться контрольного диска приладу, відповідає температурі розм'якшення. Іноді замість кульки встановлюють спеціальний стержень. Різниця в показаннях між методом «Кільце і Куля» і «Кільце і Стержень» становить 10-12° С. Скорочено ці методи позначаються «К і К» і «К і С».

- Пенетрація або глибина проникнення голки в зв’язуюче  визначається при певній температурі, частіше 25° С. Для цього виготовляють зразок зв’язуючого певної маси та об’єму. На нього встановлюють конічну стандартну голку, навантажуючи її вантажем 100 г протягом 5 с. Відрізок шляху, пройдений голкою за цей час, характеризує пенетрацію зв’язуючого. Визначення повторюють не менше 3 разів, установлюючи середню величину. Одиниця пенетрації – 0,1 мм. У розрахунках пенетрація приймається безрозмірною величиною.

- Розтяжність (дуктильність) визначається за граничним розтягуванням нитки зв’язуючого, залитого в спеціальну форму – дві половинки цифри вісім. Перед тим, як залити зв’язуюче, напіввісімки вставляють у затискні пристрої та стикують між собою. Далі цю систему розтягують при певній температурі (частіше 25°С) із заданою швидкістю. Відстань між напіввісімками, при якій розірвалася нитка зв’язуючого, відповідає його розтяжності. Розтяжність виражається в см.

- Випробування готових брикетів на механічну міцність роблять за опором стиску, вигину, стиранню та ударному навантаженню (скиданню).

- Механічна міцність брикетів на стиснення визначається за допомогою лабораторного гідравлічного преса. Для проведення випробувань відбирають сім зовні цілих брикетів і по черзі піддають роздавлюванню в пресі.

Визначають також такі характеристики брикетів: Механічна міцність брикетів на вигин, Механічна міцність брикетів на стирання , Механічна міцність брикетів на ударний вплив. Крім того, проводять Випробування брикетів на водопоглинання та вологостійкість .